# Медвежий переулок (Москва)
Медве́жий переу́лок — переулок в Центральном административном округе города Москвы. Проходит от Скатертного переулка до Мерзляковского переулка, лежит с внешней стороны от Никитского бульвара. Нумерация домов ведётся от Скатертного переулка.

## Происхождение названия
Название известно с XIX века, хотя переулок изображён ещё на плане Москвы 1739 года, составленном И. Ф. Мичуриным. По мнению П. В. Сытина, получил имя потому, что здесь было какое-то особенно глухое и отдалённое от центра место. По мнению А. А. Мартынова название происходит от живших тут медвежьих водильщиков при царском дворе.

## История
В XVII веке на месте более поздней застройки находилась так называемая Поварская (Кормовая) слобода Земляного города, в которой жили повара, пекари и другая обслуга царского двора. От неё остались названия смежных переулков: Скатертного, Столового и далее Ножового, Хлебного, не сохранившегося Чашникова переулка, Поварской улицы.
На месте дома № 1 находилось здание, в котором в 1830-х гг. жил композитор А. Е. Варламов, затем — домовладение В. П. Долинской, вдовы статского советника; на месте дома № 3 — жилой дом, в котором в 1809—1810 гг. жил поэт А. Ф. Мерзляков, в 1826—1827 гг. — знакомый А. С. Пушкина и друг А. И. Тургенева, историк и литератор Д. Н. Свербеев (1799—1876). В конце XIX века на месте дома № 2 располагалось домовладение В. Г. Шухова, на месте домов 4-6 — домовладение В. Н. Булгаковой.
В 1966 году в переулке снимались некоторые сцены фильма «Майор Вихрь».
В 1997 г. переулок полностью вошёл в заповедную территорию «Поварская — Большая Никитская» . Кроме того, чётная сторона переулка вошла в объединённую охранную зону памятников истории и культуры № 30 (там же).
С 2007 года введено одностороннее движение от угла Столового переулка налево и направо.

## Примечательные здания и сооружения
По нечётной стороне:
- № 1 (дом 8 по Скатертному переулку) — четырёхэтажный жилой дом, построенный по проекту архитектора П. М. Самарина в 1902 году. Изначально имел парадную и чёрную лестницы, по две квартиры на этаж; чёрная лестница была ликвидирована в 1950-е годы. в 1912—1923 годах находилось паевое «Книгоиздательство писателей в Москве» (подъезд со стороны Скатертного переулка). На втором этаже до революции жил один из высших чинов московской жандармерии Андреев, погибший в 1917 г. Семья его оставалась проживать после «уплотнения», была репрессирована в 1930-е годы. В доме жили руководители контрразведывательного отдела ВЧК-ОГПУ А. П. Федоров (1888—1937) и С. В. Пузицкий (1895—1937). После войны в доме проживали арфистка, впоследствии профессор Ленинградской консерватории Т. Л. Тауэр (1945—1994), Заслуженный мелиоратор РСФСР, начальник Главного управления охраны водных ресурсов Минводхоза РСФСР С. П. Павлов (1917—2000). С 1990-х годов после реконструкции размещаются офисы ЗАО «Промтеплица» и других организаций. Стоимость аренды офисов около 20 тыс. руб./м² в год.
- № 3 (дом № 2 по Столовому переулку и дом № 13 по Мерзляковскому переулку) — пятиэтажный жилой дом, выстроенный в 1899 году по проекту архитектора Н. И. Якунина. В нём жили Народный артист РСФСР альтист В. В. Борисовский (1900—1972), Народный артист РСФСР Е. Е. Шутов (1926—1995), Б. К. Алибасов, Н. В. Варлей. Реконструирован.

По чётной стороне:
- дом № 4 по Скатертному переулку, строение 1 — двухэтажный особняк построен в 1905 году архитектором В. П. Войниковым для выходцев из Армавира братьев Тарасовых, владельцев «Товарищества мануфактур братьев Тарасовых». Один из братьев, Аслан Александрович (1874—1967) — отец французского писателя Анри Труайя. Много лет в здании размещался Комитет по физической культуре и спорту при Совете Министров СССР. Ныне размещаются дирекция спортивных и зрелищных мероприятий Москомспорта и информационное общество «Росбалт».
- № 2 — ранее находился флигель, в котором проживал учредитель мужской гимназии (дом № 6) А. Е. Флеров, затем жили некоторые учителя школы № 10 (110). Не сохранился. На его месте в конце 1970-х годов построен крытый бассейн, соединённый со школой переходом в уровне второго этажа.
- № 4 (дом 11 по Мерзляковскому переулку) — четырёхэтажное здание гимназии, выстроенное по проекту архитектора Н. И. Жерихова в 1910 году. В 1910—1918 гг. — частная гимназия А. Е. Флерова, в 1918—1934 гг. — опытно-показательная школа № 10 им. Ф. Нансена, в 1934—1964 гг. — средняя школа № 110. В школе учились будущие академики А. Д. Сахаров, Е. Д. Щукин, С. О. Шмидт, Заслуженный деятель науки и техники РСФСР А. А. Коломенский, артисты И. В. Ильинский, А. А. Попов, А. В. Баталов, А. А. Ширвиндт, генерал-полковник Маркус Вольф, профессор С. Н. Хрущёв, дети видных политических деятелей и др. В 2001 г. на здании школы открыта мемориальная доска в честь директора 110-й школы в 1925—1952 гг., чл.-корр. АПН РСФСР И. К. Новикова[3][4].

С 1964 г. в здании размещается Академический музыкальный колледж при Московской консерватории, «Мерзляковка», в смежном здании (Мерзляковский, 9) с 1911 г. расположена детская музыкальная школа этого колледжа.